# Габриэль Монпье (стадион)
«Габриэль Монпье» (фр. Stade Gabriel Montpied) — многофункциональный стадион, расположенный во французском городе Клермон-Ферран (департамент Пюи-де-Дом). Преимущественно используется для проведения футбольных матчей, являясь официальной домашней ареной для местного клуба «Клермон».

## Краткий обзор арены
Архитектором арены является Жак Калиш. Официально стадион был открыт 30 декабря 1995 года. С момента открытия стадион находится в муниципальной собственности. Текущая вместимость арены составляет 11 980 человек. Поле оснащено натуральным газоном. В 2021 году стадион был капитально реконструирован в связи с историческим выходом «Клермона» в Лигу 1.

## Происхождение названия
Стадион назван в честь Габриэля Монпье (1903—1991), бывшего члена Движения Сопротивления и мэра Клермон-Феррана в период с 1944 по 1973 годы.

## Проект расширения стадиона
12 февраля 2015 года власти Клермон-Феррана большинством голосов одобрили проект расширения стадиона и санкционировали проведение конкурса на соискание подрядчика. Общая стоимость работ оценивается в 70-77 миллионов евро. 
4 мая 2018 года депутаты региона Клермон-Овернь проголосовали за начало первого этапа расширения стадиона. Проект принимался 48 голосами против 35 при 4 воздержавшихся. В конечном итоге планируется увеличить вместимость стадиона сначала до 16 200 мест, с реализацией в три этапа, а затем, возможно, с дальнейшим расширением до 30 000 мест, если позволят результаты «Клермона».
Также отмечается начало первого этапа работ, который заключается в строительстве трибуны на 6000 мест напротив нынешней западной трибуны на 7000 мест. Ожидается, что работы на первом этапе обойдутся в 30 миллионов евро и официально начнутся в 2022 году.

## Регбийные матчи
На стадионе «Габриэль Монпье» проходили первые два женских турнира по регби-7 во Франции в рамках серии World Rugby Women's Sevens Series в 2016 и 2017 годах.

## Транспортная доступность
С 14 декабря 2013 года стадион обслуживается трамвайной линией, а также двумя автобусными маршрутами.